# 升平镇 (彭州市)
升平镇，是中华人民共和国四川省成都市彭州市曾经下辖的一个镇。2019年12月，撤销升平镇，将其所属行政区域划归九尺镇管辖。

## 行政区划
升平镇撤销前下辖以下地区：
升平场社区、玉泉村、龙呤村、青春村、石桥村、墓山村、广圣村、积泉村、莲泉村、龙福村、银雀村和昌衡村。